# Sankt Margareten im Rosental
Sankt Margareten im Rosental är en ort och kommun i Österrike. Den ligger i distriktet Klagenfurt-Land i förbundslandet Kärnten, i den södra delen av landet, 240 km sydväst om huvudstaden Wien. 
Kommunen består av tolv orter (Ortschaften) (inom parentes invånarantal 1 januari 2024):

- Dobrowa (15)
- Dullach (45)
- Gotschuchen (211)
- Gupf (96)
- Hintergupf (27)
- Homölisch (6)
- Niederdörfl (180)
- Oberdörfl (72)
- Sabosach (45)
- St. Margareten im Rosental (265)
- Seel (20)
- Trieblach (106)